# Tipula globicauda
Tipula globicauda är en tvåvingeart som beskrevs av Alexander 1960. Tipula globicauda ingår i släktet Tipula och familjen storharkrankar.
Artens utbredningsområde är Madagaskar. Inga underarter finns listade i Catalogue of Life.